# 子育て支援センター
子育て支援センター（こそだてしえんセンター）は、児童福祉法を根拠とする地域子育て支援拠点事業の一つとして設置された施設。担当する職員を配置し、子育て家庭等に対する育児不安等についての相談指導、子育てサークル等への支援、地域の保育需要に応じた特別保育事業等の積極的な実施・普及促進及びベビーシッターなどの地域の保育資源の情報提供等、並びに家庭的保育を行う者への支援などを実施することにより、地域の子育て家庭に対する育児支援を行うことを目的とする。
本事業の実施主体は、市町村（特別区を含む）。なお、保育所等の児童福祉施設又は医療施設を経営する者に委託して実施することもできる。市町村長が事業を実施する保育所等（以下「指定施設」という）を指定して実施する。
指定施設には、保育士の中から地域の子育て家庭の支援活動の企画、調整、実施を専門に担当する地域子育て指導者及びその補助的業務を行う子育て担当者を置く。従事者には守秘義務が課せられている。

## 事業の内容
第六条の三第六項　この法律で、地域子育て支援拠点事業とは、厚生労働省令で定めるところにより、乳児又は幼児及びその保護者が相互の交流を行う場所を開設し、子育てについての相談、情報の提供、助言その他の援助を行う事業をいう。
第三十四条の十一　市町村、社会福祉法人その他の者は、社会福祉法の定めるところにより、地域子育て支援拠点事業を行うことができる。

第二項　地域子育て支援拠点事業に従事する者は、その職務を遂行するに当たつては、個人の身上に関する秘密を守らなければならない。
—児童福祉法

### 育児不安等についての相談指導
地域の子育て家庭の保護者や児童等（以下「子育て家庭」という。）に対する相談指導を行うとともに、各種子育てに係る情報の提供、援助の調整を行い、その他に、実施可能な施設においては、看護師又は保健師等による保健に関する相談等（以下「保健相談等」という）を実施する。

### 子育てサークル等の育成・支援
子育てサークル活動等を行う者の育成・支援を行う。

### 特別保育事業等の積極的実施・普及促進の努力
地域の保育需要に応じた乳児保育や特別保育事業を積極的に実施するとともに、地域における特別保育事業等の普及促進に努める。

### ベビーシッターなど地域の保育資源の情報提供等
ベビーシッターなど地域の保育資源の活動状況を把握して、子育て家庭に対して、様々な保育サービスに関する適切な情報を提供し、必要に応じて紹介等を行う。

### 家庭的保育を行う者への支援
市町村が単独事業として行う家庭的保育を行う者（いわゆる「保育ママ」。以下「保育者」という）の相談指導や巡回指導を行うとともに、保育者が預かる児童を保育所行事に参加させたり、体験集団保育を行い。さらに、保育者に対する研修、保育者の相互の情報交換を図るための支援を行う。

## 事業の実施方法

### 実施方法の概要
市町村及び指定施設は、本事業の実施について、地域住民に対して広報紙等を通じて周知の徹底を図る。
市町村及び指定施設は、事業の実施について、地域内の保育所、福祉事務所（家庭児童相談室）、児童相談所、児童家庭支援センター、保健所、児童委員・民生委員、児童福祉施設、医療機関等と連携を密する。
保健相談等を実施する場合は、市町村保健センターや地域の小児科医等と連携を密にする。
市町村及び指定施設は、文部科学省の「幼稚園における子育て支援活動総合推進事業」を同一市町村又は隣接する市町村で実施している場合には、子育て支援の総合的な推進を図る観点から、育児不安等についての相談指導及び子育てサークル等の育成・支援など、相互の連携・協力を図る。
指導者及び担当者がその業務を行うに当たっては、本事業の対象者等への対応には十分に配慮するとともに、業務を行うに当たって知り得た個人情報については、業務遂行以外に用いてはならない。
市町村長（政令指定都市及び中核市の市長を除く）及び区長は、毎年度、事業を実施するに当たっては、実施保育所について都道府県知事に十分協議を行うものとすること。
なお、この実施要綱の要件に適合する保育所である旨の必要な書類を整備する。
市町村は、本事業を実施するために必要な経費を指定施設に支弁することになっている。

### 育児不安等についての相談指導
実施に当たっては、常に子育て家庭の把握に努め必要な援助を行い、子育て家庭に対する相談指導は、来所、電話及び家庭への訪問による等、家庭の状況や地域の実情に適した方法により実施し、地域の子育てに関する情報を収集し、必要に応じ子育て家庭に対してその提供を行い、他の機関等で対応することが適切であると考えられる事例は、他の機関等に紹介するなど適切に対応を行う。

### 子育てサークル等の育成・支援
子育て家庭が育児に関する情報交換や子育ての相互協力等を行う地域の子育てサークル及び子育て家庭や地域の保育所に協力する子育てボランティアの育成・支援を行う。

### 特別保育事業等の積極的実施・普及促進の努力
保育所において、乳児保育や特別保育事業の実施に当たっては、地域の保育需要に弾力的に対応するなど、積極的な実施を図るとともに、地域の保育所等の取組みの促進を図るための助言等を行い、その普及を図る。

### ベビーシッターなど地域の保育資源の情報提供等
地域の実態に応じた活動を行っている家庭的保育、ベビーシッター、認可外保育施設（指導基準を満たすもの）等について、その活動状況を把握するとともに、子育て家庭に対して情報提供し、必要があれば紹介等を行:い、地域の保育資源から要請があれば、保育内容等の向上を図るための積極的な助言・指導を行う。

### 家庭的保育を行う者への支援
来所、電話又は訪問等により、保育者に対し、相談・指導を行い、保育者に対し、保育所や地域の行事に関する情報について提供するとともに、当該行事に進んで参加するよう呼びかける。保育者の資質の向上等を図るため:の研修を行うとともに、必要に応じ、助言指導を行う。センターのスペースを保育者に情報交換の場所として提供すること等により保育者の相互の連携が図られるようにする。